# 伊特罗德拉韦加
伊特罗德拉韦加，是西班牙卡斯蒂利亚-莱昂帕伦西亚省的一个市镇。 总面积21平方公里，总人口226人（2001年），人口密度11人/平方公里。